# Pachycnemia tibiaria
Pachycnemia tibiaria är en fjärilsart som beskrevs av Jules Pièrre Rambur 1829. Pachycnemia tibiaria ingår i släktet Pachycnemia och familjen mätare. Inga underarter finns listade i Catalogue of Life.